# Dimos Kea
Dimos Kea (Kea) är en kommun i Grekland.   Den ligger i prefekturen Kykladerna och regionen Sydegeiska öarna, i den sydöstra delen av landet, 70 km sydost om huvudstaden Aten. Antalet invånare är 2 162. Dimos Kea ligger på ön Nísos Kéa.